# Center Parc Stadium
Le Center Parc Stadium (anciennement Georgia State Stadium) est un stade de football américain de 24 333 places situé à Atlanta en Géorgie. L'équipe de football américain universitaire de Panthers de Georgia State évolue dans cette enceinte reconfigurée depuis 2017.

## Histoire
À l'origine, le Centennial Olympic Stadium est construit pour les Jeux olympiques d'été de 1996 à Atlanta, avec une capacité de 85 000 places. Le stade fut inauguré le 19 juillet 1996. Après les Jeux, le stade est reconverti en stade de baseball de 49 831 places, est devient le Turner Field pour les Braves. Les Braves y joue leur premier match le 4 avril 1997 contre les Cubs de Chicago. L'enceinte a été l’hôte du Match des étoiles de la Ligue majeure de baseball 2000 (MLB All-Star Game) le 11 juillet 2000.
En 2016, Les Braves quittent Turner Field pour leur nouveau stade : le SunTrust Park. Le stade est alors reconverti, pour la seconde fois en 20 ans, pour en faire l'enceinte de l'équipe de football américain de Georgia State avec une capacité réduite à 24 000 places.
Le 11 août 2020, l'université a conclu un accord de droits de dénomination pour le Georgia State Stadium avec l'Atlanta Postal Credit Union, sous la marque Center Parc Credit Union. Le stade a été rebaptisé Centre Parc Credit Union Stadium, ou Center Parc Stadium en abrégé, dans le cadre d'un contrat d'une durée de 15 ans et d'une valeur de 21 millions de dollars.

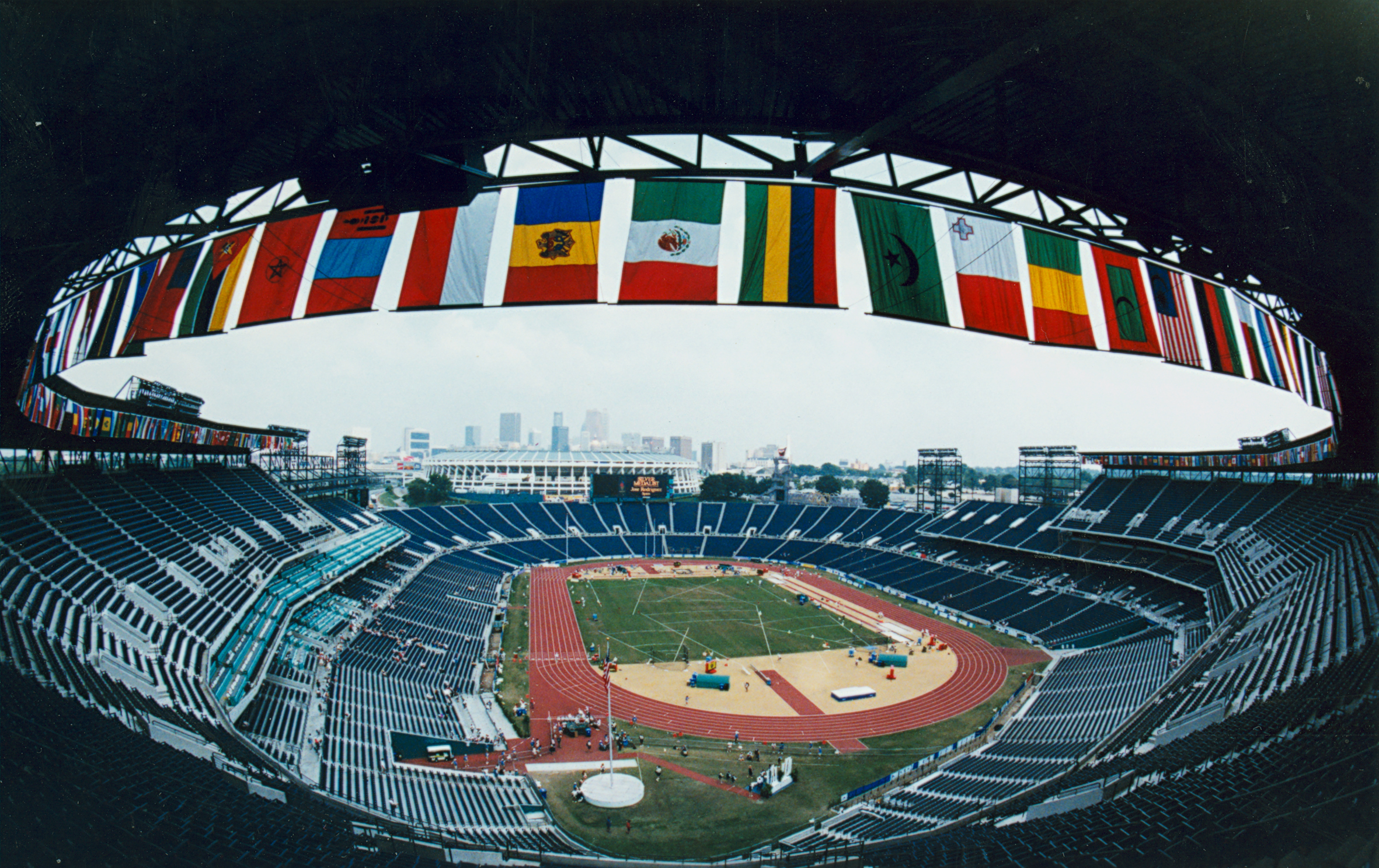
Le Centennial Olympic Stadium pendant les Jeux paralympiques de 1996.
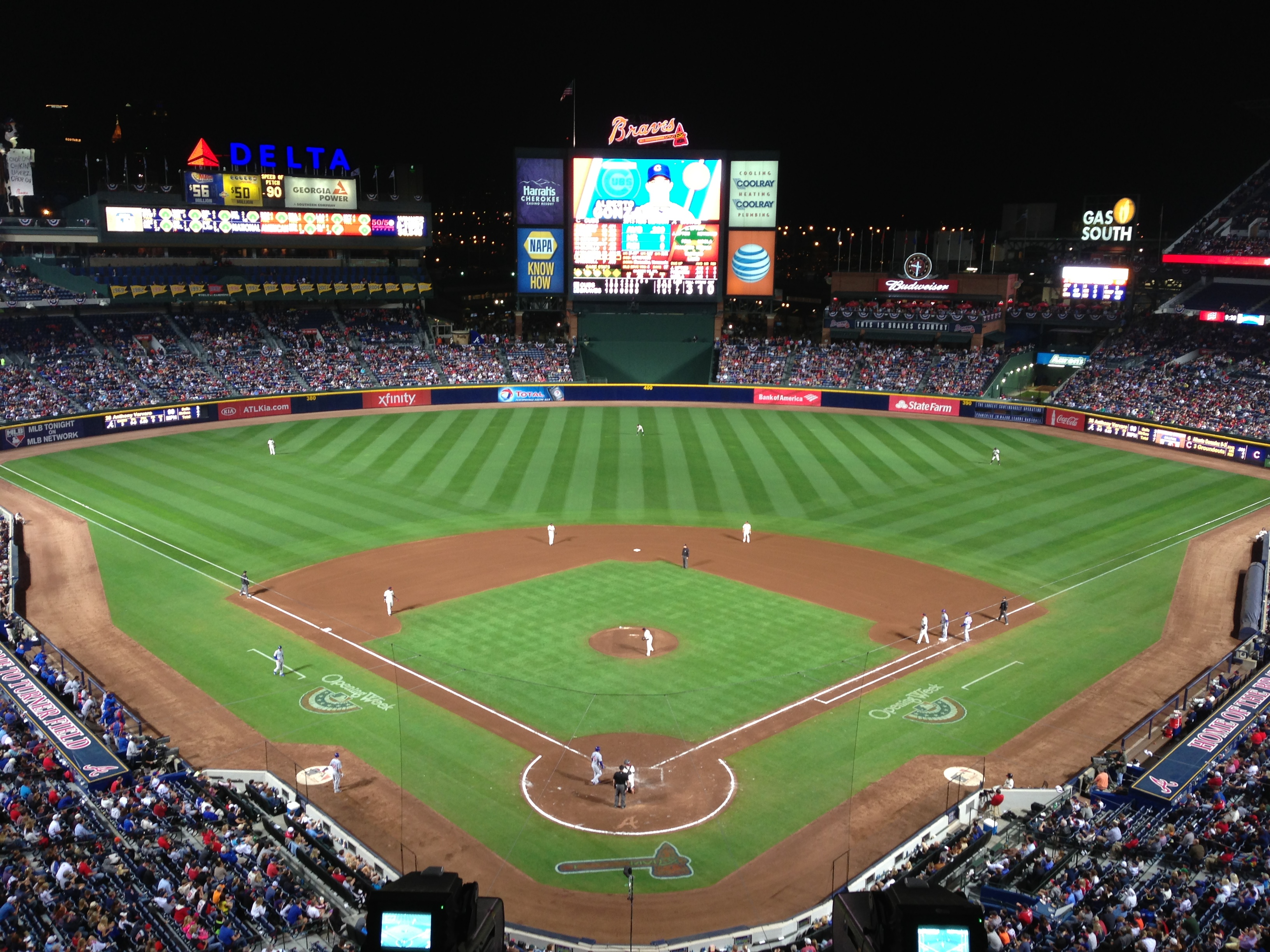
Le Turner Field lors d'un match de baseball des Braves le 6 avril 2013.